# Fermentelos
Fermentelos is een plaats (freguesia) in de Portugese gemeente Águeda en telt 3148 inwoners (2001).